# Сьюзан Сільвер
Сьюзан Джин Сільвер (англ. Susan Jean Silver, нар. 17 червня 1958, Сіетл, штат Вашингтон) — музичний менеджер і підприємець, найвідоміша як менеджер сіетлських рок-гуртів «Soundgarden», «Alice in Chains» і «Screaming Trees». Крім цього, Сільвер є власницею компанії Susan Silver Management і клубу The Crocodile. Дружина (колишня) Кріса Корнелла.

## Біографія
Сьюзан народилася в Сіетлі, штат Вашингтон, 17 липня 1958 року в сім'ї Семюеля й Емоджин (Джин) Сільверів. Вона є старшою із трьох дітей. Вивчала китайську мову у Вашингтонському університеті.
Сільвер почала працювати музичним менеджером у 1983 році. Першими, з ким вона співпрацювала, стали сіетлські гурти «U-Men» та «First Thought». У 1985 році Сільвер познайомилася з музикантами гурту «Soundgarden», вокалістом якого був її тодішній бойфренд Кріс Корнелл, а наступного року вона стала менеджером колективу. Одночасно Сьюзан також працювала менеджером ще одного сіетлського гурту «Screaming Trees». Крім співпраці з рок-гуртами, Сільвер працювала керуючою у взуттєвому магазині фірми John Fluevog. Через кілька років бутік став дуже популярним, бо в ньому продавалися черевики марки Dr. Martens, які носили музиканти кількох ґранж-гуртів із Сіетлу. Ще одним із співробітників цього магазину був Кевін Мартін — майбутній вокаліст «Candlebox».
У 1988 році Сільвер познайомилася з музичним менеджером Келлі Кертіс, друг якої, — Кен Дінс, був менеджером «Alice in Chains». Він подарував Сьюзан касету з композиціями цього гурту, які їй дуже сподобалися. Невдовзі вона відвідала їхній концерт, який справив на неї велике враження своїм драйвом. Коли Кертіс зацікавилася співпрацею з гуртом «Mother Love Bone», Дінс вирішив, що більше не хоче працювати з «Alice in Chains», тому він запропонував Сільвер і Кертіс стати їхніми менеджерами, після чого вони почали спільно керувати гуртом. Через якийсь час Кертіс стала працювати виключно з «Pearl Jam», а Сільвер залишилася одноосібним менеджером «Alice in Chains».
У 1996 році Сільвер взяла участь у зніманні документальної стрічки режисера Дага Прея «Хайп!», присвяченій музичній сцені Сіетла.
У 1990-х серед клієнтів Сільвера були також гуртів «Hater», «Inflatable Soule», «Crackerbox», «Sweet Water», «Sponge» ; вона також співпрацювала зі співачкою Крістен Беррі та продюсером Террі Дейтом.
У 1998 році Сільвер пішла з музичного бізнесу, щоб приділяти більше часу своїй сім'ї. У 2005 році разом з Деборою Семер, колишнім виконавчим директором Тихоокеанського північно-західного відділення Академії звукозапису, вона заснувала нову компанію, Atmosphere Artist Management, яка спеціалізувалася на менеджменті та консалтингу. Їхнім першим клієнтом став музично-танцювальний колектив «Children of the Revolution».
Її колишні підопічні «Alice in Chains» були практично неактивні у період з 1996 до 2005 рік. Після смерті їх вокаліста Лейна Стейлі від передозування наркотиків у 2002 році гурт виступав на публіці лише у лютому 2005 року на благодійному концерті з кількома запрошеними вокалістами. Однак через деякий час після цього музиканти зв'язалися з Сільвер і повідомили, що вони хочуть відродити «Alice in Chains». Як нового фронтмена у гурт запросили вокаліста Вільяма Дюваля. Починаючи з 2009 року, Сільвер управляє «Alice in Chains» разом з менеджером Девідом Бенвеністом і його компанією Velvet Hammer Management.
21 листопада 2019 року Сільвер взяла інтерв'ю у письменниці та політичної активістки Глорії Стейнем у театрі Paramount у Сіетлі, коли Стейнем рекламувала свою нову книгу «Правда звільнить вас, але спочатку вона вас розізлить!».

## Бізнес
Починаючи з 2009 року, Сільвер є співвласником сіетлського клубу The Crocodile разом з барабанщиком «Alice in Chains» Шоном Кінні, Маркусом Чарльзом (організатором фестивалю Capitol Hill Block Party), Пеггі Кертіс і гітаристом Еріком Гоуком із гурту «Portugal. The Man».
У 2013 році редакція журналу «Rolling Stone» назвала The Crocodile одним із найкращих клубів Америки, поставивши його на 7-е місце відповідного рейтингу.

## Особисте життя
У 1985 році Сільвер почала зустрічатися з Крісом Корнеллом, — вокалістом «Soundgarden», гурту, менеджером якого вона стала роком пізніше. У 1990 році вони побралися. Корнелл присвятив дружині пісню «Moonchild» зі свого дебютного сольного альбому «Euphoria Morning». У червні 2000 року у них народилася донька, яку назвали Ліліан Джин. У 2004 році пара розпалася.
У 2002 році під час пресконференції вокаліста та гітариста «Alice in Chains» Джеррі Кантрелла попросили назвати його особистих героїв. Серед інших він згадав Сільвер. Під час його промови на церемонії MusiCares MAP Fund Benefit 31 травня 2012 року, де його нагородили премією імені Стіві Рея Вона, Кантрелл також подякував їй за те, що вона була одним із тих людей, які допомогли йому пройти реабілітацію та побороти наркозалежність.